# Advanced Video Codec High Definition

Logo

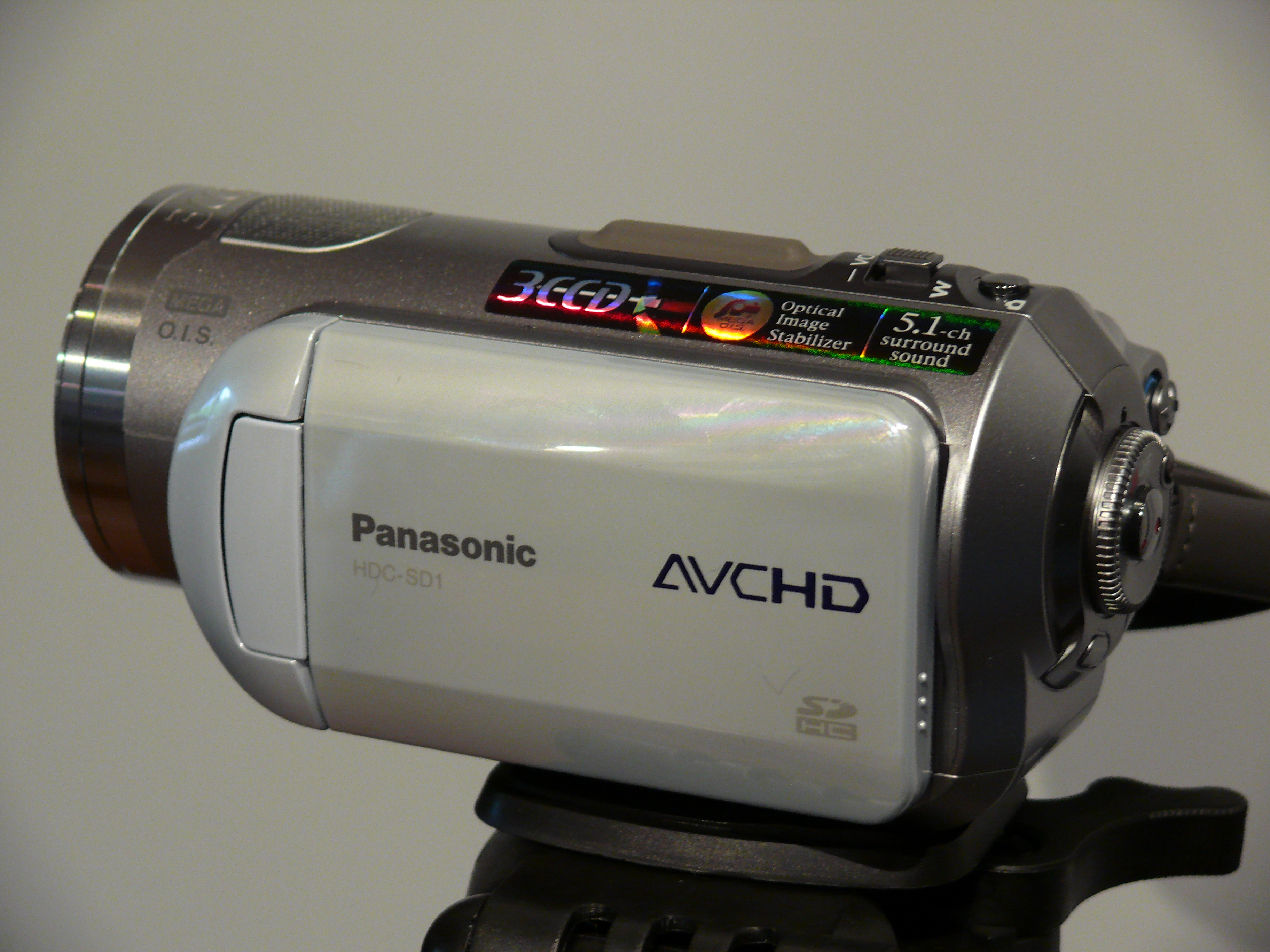
Amatorska kamera wideo HDC - SD1 firmy Panasonic zapisująca obraz w formacie AVCHD na karcie SD

Advanced Video Codec High Definition - AVCHD − standard zapisu sygnału o wysokiej rozdzielczości HDTV zaprojektowany dla kamer cyfrowych i pozwalający na zapis informacji na 8 cm i 12 cm płytach kompaktowych (zarówno w standardzie CD jak i DVD oraz BD), dyskach HDD lub na kartach pamięci, takich jak: Memory Stick oraz SD lub SDHC. Specyfikacja formatu AVCHD została ogłoszona przez firmy Sony i Panasonic.
Wprowadzenie formatu pozwoliło na konstruowanie kompaktowych amatorskich kamer video z zapisem HD. Płyty zapisane w tym formacie mogą być odtwarzane na urządzeniach Blu-ray (np. Sony PlayStation 3), a także na komputerach.

## Specyfikacja techniczna
| Obraz                                | Obraz | Obraz | Obraz | Obraz |
| ------------------------------------ | --- | --- | --- | --- |
| Sygnał wideo                         | 1080/60i 1080/50i 1080/24p | 720/60p 720/50p 720/24p | 480/60i | 576/50i |
| Rozmiar ramki w pikselach            | 1920 × 1080 1440 × 1080 | 1280 x 720 | 720 × 480 | 720 × 576 |
| Proporcje obrazu ramki               | 16:9 | 16:9 | 16:9 4:3 | 16:9 4:3 |
| Kompresja wideo                      | MPEG-4 AVC/H.264 (Main Profile Level-4.0 lub High Profile Level-4.1, zależnie od dostawcy)                                                     | MPEG-4 AVC/H.264 (Main Profile Level-4.0 lub High Profile Level-4.1, zależnie od dostawcy)                                                     | MPEG-4 AVC/H.264 (Main Profile Level-4.0 lub High Profile Level-4.1, zależnie od dostawcy)                                                     | MPEG-4 AVC/H.264 (Main Profile Level-4.0 lub High Profile Level-4.1, zależnie od dostawcy)                                                     |
| Częstotliwość próbkowania luminancji | 74.25 MHz 55.7 MHz | 74.25 MHz | 13.5 MHz | 13.5 MHz |
| Kolorymetria                         | 4:2:0 | 4:2:0 | 4:2:0 | 4:2:0 |
| Kwantyzacja                          | 8 bitów (luminancja i chrominancja) | 8 bitów (luminancja i chrominancja) | 8 bitów (luminancja i chrominancja) | 8 bitów (luminancja i chrominancja) |
| Dźwięk                               | | | | |
| Kompresja audio                      | Dolby Digital (AC-3) | Dolby Digital (AC-3) | PCM | PCM |
| Przepływność audio po kompresji      | od 64 do 640 kbit/s | od 64 do 640 kbit/s | 1.5 Mbit/s (2 kanały) | 1.5 Mbit/s (2 kanały) |
| Tryb audio                           | 1-5.1 kanałowy | 1-5.1 kanałowy | 1-7.1 kanałowy | 1-7.1 kanałowy |
| System                               | | | | |
| Kontener                             | MPEG-2 TS (Transport Stream) | MPEG-2 TS (Transport Stream) | MPEG-2 TS (Transport Stream) | MPEG-2 TS (Transport Stream) |
| Przepływność                         | do 24 Mbit/s (AVCHD zgodnie z H.264 High-Profile, Level 4.1) do 17 Mbit/s (AVCHD zgodnie z H.264 Main-Profile, Level 4.0) do 18 Mbit/s dla DVD | do 24 Mbit/s (AVCHD zgodnie z H.264 High-Profile, Level 4.1) do 17 Mbit/s (AVCHD zgodnie z H.264 Main-Profile, Level 4.0) do 18 Mbit/s dla DVD | do 24 Mbit/s (AVCHD zgodnie z H.264 High-Profile, Level 4.1) do 17 Mbit/s (AVCHD zgodnie z H.264 Main-Profile, Level 4.0) do 18 Mbit/s dla DVD | do 24 Mbit/s (AVCHD zgodnie z H.264 High-Profile, Level 4.1) do 17 Mbit/s (AVCHD zgodnie z H.264 Main-Profile, Level 4.0) do 18 Mbit/s dla DVD |
| Rozszerzenie nazwy pliku             | .mts (w urządzeniu, np. kamerze cyfrowej) .m2ts (po zaimportowaniu do komputera)                                                               | .mts (w urządzeniu, np. kamerze cyfrowej) .m2ts (po zaimportowaniu do komputera)                                                               | .mts (w urządzeniu, np. kamerze cyfrowej) .m2ts (po zaimportowaniu do komputera)                                                               | .mts (w urządzeniu, np. kamerze cyfrowej) .m2ts (po zaimportowaniu do komputera)                                                               |
| Urządzenia zapisu                    | dyski optyczne 8cm (DVD) karty pamięci SD/SDHC/SDXC karty pamięci Memory Stick pamięci flash twarde dyski                                      | dyski optyczne 8cm (DVD) karty pamięci SD/SDHC/SDXC karty pamięci Memory Stick pamięci flash twarde dyski                                      | dyski optyczne 8cm (DVD) karty pamięci SD/SDHC/SDXC karty pamięci Memory Stick pamięci flash twarde dyski                                      | dyski optyczne 8cm (DVD) karty pamięci SD/SDHC/SDXC karty pamięci Memory Stick pamięci flash twarde dyski                                      |